# Union sportive auchelloise nouvelle
Maillots
Dernière mise à jour : 12 octobre 2011.
L'Union sportive auchelloise nouvelle (USAN) est un ancien club français de football basé à Auchel, dans le département du Pas-de-Calais. Le club disparait durant l'été 2017 à la suite de la fusion du club avec le SCP Saint-Pierre sous l'Auchel FC.

## Histoire
Le club est fondé en 1920. 
Le club remporte trois titres de champion de troisième division, groupe Nord entre 1936 et 1950. Les deux titres de 1936 et 1946 permette au club de se qualifier pour le tournoi final national où il rencontre les autres champions de groupe. Jusqu'en 1948, aucun système de promotion et relégation n'existe entre les deuxième et troisième échelons nationaux. En 1936, le club est vice-champion de France amateur et en 1946, le club est sacré champion de France amateur.
Lors de la saison 1949-1950, le club évolue au troisième échelon national et termine champion de son groupe. Il se qualifie pour le tournoi d'ascension à la deuxième division mais y perd en finale contre le Hyères FC, champion du groupe Sud. La saison suivante, le club termine relégable et doit évoluer en quatrième division pour la saison 1951-1952. En 1952-1953, le club est sacré champion de quatrième division, groupe Nord et lui permet de réintégrer le troisième échelon; sans discontinuité jusqu'à la saison 1962-1963.
Entre 1963 et 1970, le club connait de multiples promotions et relégation entre les quatrième et cinquième divisions.
Au cours de la saison 2016/2017, le club évolue en promotion 1re division, plus bas niveau jamais atteint, où il côtoie les deux autres clubs de la ville : le CS Pogon Auchellois et le SCP Saint Pierre. La municipalité étant désireuse de rassembler les forces et ne plus subventionner trois clubs qui "végètent" au 13e niveau national afin de tenter de redonner au football auchellois son lustre d'antan, une fusion entre les trois clubs de la ville est envisagée. Les trois clubs disparaissent durant l'été 2017 pour fusionner mais seuls l'USAN et le CSP Saint-Pierre fusionnent sous la bannière de l'Auchel Football Club.

## Palmarès
- Championnat de France D3 (1) :
  - 1946
- Championnat de France D3, groupe Nord (3) :
  - 1936, 1946 et 1950
- Championnat de France D4, groupe Nord (1) :
  - 1953

## Bilan saison par saison
Entre 1946 et 1970, le club connait vingt et une saisons entre la troisième et quatrième division. L'USAN passe treize saisons en CFA Nord (D3) et huit saisons en DH Nord (D4).
| Saison    | Div.                                   | Class. | M.J. | Vic. | Nuls | Déf. | B.P. | B.C. | D.B. | Coupe de France                            |
| 1927-1928 |                                        |        |      |      |      |      |      |      |      | 1/32e finale US Auchel 1-4 Le Havre AC     |
| 1932-1933 |                                        |        |      |      |      |      |      |      |      | 1/32e finale FC Rouen 8-0 US Auchel        |
| 1935-1936 | DH Nord (D3)                           | 1er    |      |      |      |      |      |      |      |                                            |
| 1935-1936 | Tournoi final D3 (non promotionnel D2) | 2e     | -    |      |      |      |      |      |      |                                            |
| 1937-1938 |                                        |        |      |      |      |      |      |      |      | 1/32e finale RC Lens 2-1 US Auchel         |
| 1938-1939 |                                        |        |      |      |      |      |      |      |      | 1/32e finale OFC Charleville 4-2 US Auchel |
| 1942-1943 |                                        |        |      |      |      |      |      |      |      | 1/8e finale US Auchel 2-3 RC Roubaix       |
| 1944-1945 |                                        |        |      |      |      |      |      |      |      | 1/32e finale US Auchel 0-3 Tourcoing FC    |
| 1945-1946 | DH Nord (D3)                           | 1er    |      |      |      |      |      |      |      | 1/32e finale US Auchel 0-5 RC Lens         |
| 1945-1946 | Tournoi final D3 (non promotionnel D2) | 1er    | -    |      |      |      |      |      |      | 1/32e finale US Auchel 0-5 RC Lens         |
| 1946-1947 | DH Nord (D3)                           | 5e     | 26   | 11   | 7    | 8    | 63   | 41   | +22  |                                            |
| 1947-1948 | DH Nord (D3)                           | 4e     | 22   | 12   | 2    | 8    |      |      |      |                                            |
| 1948-1949 | CFA Nord (D3)                          | 2e     |      |      |      |      |      |      |      |                                            |
| 1949-1950 | CFA Nord (D3)                          | 1er    |      |      |      |      |      |      |      |                                            |
| 1949-1950 | Tournoi final D3 (promotionnel D2)     | 2e     | -    |      |      |      |      |      |      |                                            |
| 1950-1951 | CFA Nord (D3)                          | 9e     | 22   | 8    | 4    | 10   | 38   | 39   | -1   |                                            |
| 1951-1952 | DH Nord (D4)                           | 6e     | 24   | 11   | 5    | 8    |      |      |      | 1/32e finale SCO Angers 3-2 US Auchel      |
| 1952-1953 | DH Nord (D4)                           | 1er    | 22   | 15   | 2    | 5    | 50   | 20   | +30  |                                            |
| 1953-1954 | CFA Nord (D3)                          | 3e     | 24   | 11   | 5    | 8    | 36   | 23   | +13  |                                            |
| 1954-1955 | CFA Nord (D3)                          | 13e    | 30   | 10   | 7    | 13   | 34   | 48   | -14  |                                            |
| 1955-1956 | CFA Nord (D3)                          | 4e     |      |      |      |      |      |      |      |                                            |
| 1956-1957 | CFA Nord (D3)                          | 6e     |      |      |      |      |      |      |      |                                            |
| 1957-1958 | CFA Nord (D3)                          | 6e     | 22   | 8    | 7    | 7    | 38   | 33   | +5   |                                            |
| 1958-1959 | CFA Nord (D3)                          | 5e     | 22   | 11   | 2    | 9    | 41   | 41   | 0    | 1/32e finale Le Havre AC 1-0 US Auchel     |
| 1959-1960 | CFA Nord (D3)                          | 3e     | 26   | 15   | 5    | 6    | 45   | 30   | +15  |                                            |
| 1960-1961 | CFA Nord (D3)                          | 3e     |      |      |      |      |      |      |      | 1/32e finale RC Strasbourg 2-1 US Auchel   |
| 1961-1962 | CFA Nord (D3)                          | 7e     | 24   | 11   | 3    | 10   | 30   | 32   | -2   | 1/32e finale Stade de Reims 5-0 US Auchel  |
| 1962-1963 | CFA Nord (D3)                          | 13e    | 24   | 4    | 3    | 17   | 22   | 70   | -48  |                                            |
| 1963-1964 | DH Nord (D4)                           | 11e    | 22   | 4    | 6    | 12   | 26   | 51   | -25  | 6e tour Stade béthunois FC 4-0 US Auchel   |
| 1965-1966 | DH Nord (D4)                           | 12e    | 22   | 4    | 6    | 12   | 14   | 30   | -16  |                                            |
| 1968-1969 | DH Nord (D4)                           | 10e    | 22   | 5    | 3    | 14   | 17   | 49   | -32  |                                            |
| 1969-1970 | DH Nord (D4)                           | 12e    | 22   | 3    | 3    | 16   | 19   | 54   | -35  |                                            |

## Entraîneurs
- 1948-1962 :  Élie Fruchart
- 1962-1964 :  Elias Melul
- ????-mi-saison 2009/2010 :  Franck Courtois
- mi-saison 2009/2010-2010:  Fabrice Delannoy (intérim)
- 2010-???? :  Emmanuel Clément-Demange

## Anciens joueurs
- Zbigniew Misiaszek évolue au club durant la saison 1950-1951.
- Jean Vincent, international français, joue au club en catégorie cadet et junior.
- Élie Fruchart, gardien de but puis entraîneur du club.
- Robert Budzynski
- Robert Tyrakowski, joueur du club de 1962 à 1965.
- Jean Mankowski
- César Urbaniak
- Henri Aniol

## Annexe